# 証明 (松本清張)
『証明』（しょうめい）は、松本清張の短編小説。『オール讀物』1969年9月号に掲載され、1970年2月に短編集『証明』収録の表題作として、文藝春秋（ポケット文春）から刊行された。
1977年・1994年にテレビドラマ化されている。

## あらすじ
久美子の夫・信夫は5年前に会社勤めを辞め、文芸雑誌への小説の持ち込みを続けていた。信夫の作品は同人雑誌に時々掲載されたが、一流の文芸雑誌からは原稿を突き返される日々が続いていた。久美子は婦人雑誌の下調べの仕事を持っていたが、無収入の状態が続く信夫は、久美子が帰宅すると、当て付けるように荒れ狂ったり、妨害したりするのだった。妻に養われているという卑屈感を信夫からとり除こうと、久美子は気を遣った。信夫の甘えはわかっていたが、いまさら文学を止めて下さいとは言えなかった。久美子は信夫に服従すればよかった。不規則な久美子の仕事時間に嫉妬を持つようになった信夫は、久美子にその日の行動の明確な報告を要求した。辻褄の合わないところがあると、呆れるくらい怒るようになった。
ある日、久美子は取材のため、洋画家の守山嘉一と、赤坂のレストランで会った。帰宅途中、守山が名うてのプレイボーイの評判があることに気づく。信夫には隠さなければならない…。久美子は守山に再び会い、口止めを懇願する。普通なら打ち明けて何でもないことなのに、こんなことにまで余計な気を遣わなければならない立場を情けないと思う久美子。しかし、思わぬところで信夫に露見する危険のあることに気づいた久美子は、またも必死のアリバイ工作に奔走する。「よくできた人」と言われる久美子だったが、長年溜まってきた彼女の懊悩が、ついに暴走をはじめてしまう……。

## テレビドラマ

### 1977年版
1977年12月11日、TBS系列の「東芝日曜劇場」枠（21:00-21:55）にて放映。視聴率22.6％（ビデオリサーチ調べ、関東地区）。
キャスト
- 高木久美子：大原麗子
- 高木信夫：山本學
- 平井：渡辺文雄
- 守山：仲谷昇
- 春江ふかみ
- 河村弘二
- 竹尾晃一
- 峯田智代

スタッフ
- 脚本：服部佳
- プロデューサー：石井ふく子
- 演出：鴨下信一
- 音楽：小川寛興
- タイトルデザイン：篠原榮太
- 制作著作：TBS

| TBS系列 東芝日曜劇場                     | TBS系列 東芝日曜劇場 | TBS系列 東芝日曜劇場                             |
| 前番組                                   | 番組名               | 次番組                                           |
| ---------------------------------------- | -------------------- | ------------------------------------------------ |
| 姉妹1 （脚本：橋田壽賀子） （1977.12.4） | 証明 （1977.12.11）  | 湯けむり男地獄 （脚本：高橋玄洋） （1977.12.18） |

### 1994年版
「松本清張特別企画・証明」。1994年11月14日、TBS系列の「月曜ドラマスペシャル」枠（21:00-22:54）にて放映。視聴率18.8％（ビデオリサーチ調べ、関東地区）。第32回ギャラクシー賞奨励賞受賞作品。
キャスト
- 高木信夫：風間杜夫（小説家）
- 高木久美子：原田美枝子（信夫の妻。婦人雑誌『エルガ』の下調べを担当）
- 平井忠二：内藤剛志（仏文学者）
- 唐谷肇：辰巳琢郎（信夫の後輩）
- 守山嘉一：峰岸徹（洋画家）
- 佐伯葉子：秋本奈緒美（新人作家）
- 倉橋：石丸謙二郎（『エルガ』編集長）
- 江本：高畑淳子（編集者）
- 若松：片岡富枝（家政婦）
- 久野：豊原功補
- 編集者：山下容莉枝
- 鏡刑事：螢雪次朗
- 刑事：緒形幹太
- 金子研三
- 小宮健吾
- 木下浩之
- 佐久間哲
- 真山章志
- 白川達士
- 亜南博士
- 青柳三十六
- 長谷美穂
- 加藤綾子
- 富田樹央
- 森田洸輔

スタッフ
- 脚本：大石静
- プロデューサー：野添和子、林悦子
- 演出：大岡進
- 音楽：奥慶一
- 技術協力・ポスプロ：東通
- 美術協力：アックス
- スタジオ：緑山スタジオ・シティ
- 制作：大映テレビ、TBS、霧企画

| TBS系列 月曜ドラマスペシャル                   | TBS系列 月曜ドラマスペシャル         | TBS系列 月曜ドラマスペシャル                    |
| 前番組                                         | 番組名                               | 次番組                                          |
| ---------------------------------------------- | ------------------------------------ | ----------------------------------------------- |
| 浅見光彦シリーズ2 天城峠殺人事件 （1994.11.7） | 松本清張特別企画 証明 （1994.11.14） | 刑事・野呂盆六2 (脚本：長坂秀佳) （1994.11.21） |